# Sutton Maddock
Sutton Maddock – wieś i civil parish w Anglii, w hrabstwie Shropshire. W 2011 civil parish liczyła 254 mieszkańców. Sutton Maddock jest wspomniana w Domesday Book (1086) jako Sudtone.